# Laurette Spang
Laurette Spang-McCook (Buffalo, 16 mei 1951) is een Amerikaanse actrice. Ze is vooral bekend voor haar rol als Cassiopeia in Battlestar Galactica.

## Filmografie
Alle rollen, behalve eenmalige gastrollen.
- Plot 7 (2007) als Lady in White
- Galacticon (2003) als Cassiopeia
- The Day the Bubble Burst (1982) als Frances Pierce
- The Love Boat (1976-1981) als Linda Hamilton, Juanita Havlicek en Melanie Taylor
- B.J. and the Bear (1979-1981) als Sneeuwwitje
- Tourist (1980) als RoseAnne Wicker
- Mission Galactica: The Cylon Attack (1979) als Cassiopeia
- Happy Days (1974-1979) als Wendy, Denise Hudson en Arlene Holder
- Battlestar Galactica (1978-1979) als Cassiopeia
- Battlestar Galactica (1978) als Cassiopeia
- Colorado C.I. (1978) als Chris Morrison
- Lou Grant (1978) als Joanie Hume
- McNamara's Band (1977) als Helga Zimhoff
- Sarah T. - Portrait of a Teenage Alcoholic (1975) als Nancy
- Emergency! (1972-1975) als Mrs. Long, Sally en Betsy Power
- The Rangers (1974) als Ranger Julie Beck
- Airport 1975 (1974) als Arlene
- Owen Marshall, Counselor at Law (1973) Sharon en Sherry
- Maneater (1973) als Polly
- Runaway! (1973) als Coed
- Winesburg, Ohio (1973) als Helen White
- Short Walk to Daylight (1972) als Sandy